# Maxitel
Maxitel foi uma empresa de telefonia móvel que atuava na Banda B nos estados de Minas Gerais, Bahia e Sergipe. A empresa posteriormente foi adquirida pela TIM e unificada com outras operadoras para formar a TIM Brasil.

## História
A Maxitel surgiu quando houve uma licitação da concessão de Banda B de telefonia móvel no Brasil, antecipando a privatização do Sistema Telebrás.
Foi fundada em 1998 e teve seus sócios: o Grupo Vicunha, a UGB Participações (de propriedade das Organizações Globo e Bradesco) e a Bitel Participações (de propriedade da Telecom Italia).
Em 28 de novembro de 2000, a TIM anunciou a compra total da Maxitel, passando a deter 96,6% das participações acionárias da empresa.
Em 30 de outubro de 2002, a Agência Nacional de Telecomunicações (Anatel) aprova a compra das ações da Maxitel pela TIM Participações.
Em setembro de 2003, a Bitel incorporou a TIM Brasil e passou a ser denominada TIM Brasil Serviços e Participações.
Em junho de 2006, a Maxitel foi incorporada pela TIM Nordeste.